# Liste der Kulturdenkmale in Fiefbergen
In der Liste der Kulturdenkmale in Fiefbergen sind alle Kulturdenkmale der schleswig-holsteinischen Gemeinde Fiefbergen (Kreis Plön) aufgelistet (Stand: 10. März 2025).

## Legende
In den Spalten befinden sich folgende Informationen:
- Objekt-ID: die Nummer des Kulturdenkmales
- Lage: die Adresse des Kulturdenkmales und die geographischen Koordinaten. Kartenansicht, um Koordinaten zu setzen. In der Kartenansicht sind Kulturdenkmale ohne Koordinaten mit einem roten Marker dargestellt und können in der Karte gesetzt werden. Kulturdenkmale ohne Bild sind mit einem blauen Marker gekennzeichnet, Kulturdenkmale mit Bild mit einem grünen Marker.
- Offizielle Bezeichnung: Bezeichnung des Kulturdenkmales
- Beschreibung: die Beschreibung des Kulturdenkmales
- Bild: ein Bild des Kulturdenkmales

## Sachgesamtheiten
| Objekt-ID | Lage                                                      | Offizielle Bezeichnung | Beschreibung | Bild |
| --------- | --------------------------------------------------------- | ---------------------- | --- | ---- |
| 37148     | Am Dorfteich 11, 11-15, 15 (54° 22′ 48″ N, 10° 20′ 29″ O) | Hofanlage Wulffhof     | Hofanlage Wulffhof; 1840, 1902; am Dorfteich gelegenes Ensemble aus Wohn- und Wirtschaftsgebäude, Wohnhaus und Hoffläche mit Pflasterung - Begründung: geschichtlich, städtebaulich, Kulturlandschaft prägend - Schutzumfang: Wohn- und Wirtschaftsgebäude (Am Dorfteich 15), Wohnhaus (Am Dorfteich 11), Hoffläche mit Pflasterung (Am Dorfteich 11, 15) | BW   |

## Bauliche Anlagen
| Objekt-ID      | Lage                                              | Offizielle Bezeichnung       | Beschreibung | Bild            |
| -------------- | ------------------------------------------------- | ---------------------------- | --- | --------------- |
| 2066 Wikidata  | Am Dorfteich 3 (54° 22′ 46″ N, 10° 20′ 29″ O)     | Kate                         | Alteintragung (Aktualisierung vorgesehen) - Begründung: Alteintragung (Aktualisierung vorgesehen) - Schutzumfang: Alteintragung (Aktualisierung vorgesehen) - Denkmaltyp: Bauliche Anlage | Fotos hochladen |
| 2065 Wikidata  | Am Dorfteich 9 (54° 22′ 47″ N, 10° 20′ 28″ O)     | Kate                         | Alteintragung (Aktualisierung vorgesehen) - Begründung: Alteintragung (Aktualisierung vorgesehen) - Schutzumfang: Alteintragung (Aktualisierung vorgesehen) - Denkmaltyp: Bauliche Anlage | Fotos hochladen |
| 2387 Wikidata  | Am Dorfteich 9 (54° 22′ 47″ N, 10° 20′ 28″ O)     | Bohlenspeicher               | Alteintragung (Aktualisierung vorgesehen) - Begründung: Alteintragung (Aktualisierung vorgesehen) - Schutzumfang: Alteintragung (Aktualisierung vorgesehen) - Denkmaltyp: Bauliche Anlage | Fotos hochladen |
| 4538           | Am Dorfteich 15 (54° 22′ 49″ N, 10° 20′ 26″ O)    | Wohn- und Wirtschaftsgebäude | Wohn- und Wirtschaftsgebäude; 1840; mächtiger, giebelständiger Backsteinbau mit reetgedecktem Satteldach und aufwändiger Fassadengestaltung - Begründung: geschichtlich, städtebaulich, Kulturlandschaft prägend - Schutzumfang: gesamtes Objekt - Denkmaltyp: Bauliche Anlage, Sachgesamtheit: Hofanlage Wulffhof | BW              |
| 2386 Wikidata  | Am Dorfteich 17 (54° 22′ 48″ N, 10° 20′ 31″ O)    | Fachwerkkate                 | Alteintragung (Aktualisierung vorgesehen) - Begründung: Alteintragung (Aktualisierung vorgesehen) - Schutzumfang: Alteintragung (Aktualisierung vorgesehen) - Denkmaltyp: Bauliche Anlage | Fotos hochladen |
| 11283 Wikidata | Am Dorfteich 17 (54° 22′ 48″ N, 10° 20′ 31″ O)    | Fachwerkstall                | Alteintragung (Aktualisierung vorgesehen) - Begründung: Alteintragung (Aktualisierung vorgesehen) - Schutzumfang: Alteintragung (Aktualisierung vorgesehen) - Denkmaltyp: Bauliche Anlage | Fotos hochladen |
| 4539 Wikidata  | Am Dorfteich 21 (54° 22′ 49″ N, 10° 20′ 32″ O)    | Haupthaus                    | Alteintragung (Aktualisierung vorgesehen) - Begründung: Alteintragung (Aktualisierung vorgesehen) - Schutzumfang: Alteintragung (Aktualisierung vorgesehen) - Denkmaltyp: Bauliche Anlage | Fotos hochladen |
| 23672 Wikidata | Am Dorfteich 21 (54° 22′ 49″ N, 10° 20′ 32″ O)    | Scheune                      | Alteintragung (Aktualisierung vorgesehen) - Begründung: Alteintragung (Aktualisierung vorgesehen) - Schutzumfang: Alteintragung (Aktualisierung vorgesehen) - Denkmaltyp: Bauliche Anlage | Fotos hochladen |
| 2067 Wikidata  | Dorfstraße 12 (54° 22′ 41″ N, 10° 20′ 34″ O)      | Fachhallenhaus               | Alteintragung (Aktualisierung vorgesehen) - Begründung: Alteintragung (Aktualisierung vorgesehen) - Schutzumfang: Alteintragung (Aktualisierung vorgesehen) - Denkmaltyp: Bauliche Anlage | Fotos hochladen |
| 11280 Wikidata | Dorfstraße 12 – 14 (54° 22′ 41″ N, 10° 20′ 35″ O) | Hofpflaster                  | Alteintragung (Aktualisierung vorgesehen) - Begründung: Alteintragung (Aktualisierung vorgesehen) - Schutzumfang: Alteintragung (Aktualisierung vorgesehen) - Denkmaltyp: Bauliche Anlage | Fotos hochladen |
| 2385 Wikidata  | Groten Hof 13 (54° 22′ 42″ N, 10° 20′ 29″ O)      | Wohnhaus                     | Alteintragung (Aktualisierung vorgesehen) - Begründung: Alteintragung (Aktualisierung vorgesehen) - Schutzumfang: Alteintragung (Aktualisierung vorgesehen) - Denkmaltyp: Bauliche Anlage | Fotos hochladen |

## Gründenkmale
| Objekt-ID      | Lage                                              | Offizielle Bezeichnung       | Beschreibung | Bild            |
| -------------- | ------------------------------------------------- | ---------------------------- | --- | --------------- |
| 11281 Wikidata | Dorfstraße 12 – 14 (54° 22′ 42″ N, 10° 20′ 38″ O) | Zufahrtsallee aus Birnbäumen | Alteintragung (Aktualisierung vorgesehen) - Begründung: geschichtlich, Kulturlandschaft prägend - Schutzumfang: gesamtes Objekt - Denkmaltyp: Gründenkmal | Fotos hochladen |

## Quelle
- Liste der Kulturdenkmale in Schleswig-Holstein – Kreis Plön (PDF)

- Karte mit allen Koordinaten:
- OSM |
- WikiMap